# Résolution 150 du Conseil de sécurité des Nations unies
Membres permanents
- Chine (Taïwan)
- États-Unis
- France
- Royaume-Uni
- URSS

Membres non permanents
- Argentine
- Sri Lanka
- Équateur
- Italie
- Pologne
- Tunisie

Résolution no 149 Résolution no 151
La Résolution 150 est une résolution du Conseil de sécurité de l'ONU votée le 23 août 1960 concernant la Côte d'Ivoire et qui recommande à l'Assemblée générale des Nations unies d'admettre ce pays comme nouveau membre.

## Contexte historique
Protectorat français en 1843 et devenu colonie française en 1893, le pays acquiert son indépendance le 7 août 1960, sous la houlette de Félix Houphouët-Boigny, premier président de la République.. (issu de l'article Côte d'Ivoire).
À la suite de cette résolution ce pays est admis à l'ONU le 20 septembre 1960 ,

## Texte
- Résolution 150 Sur fr.wikisource.org
- Résolution 150 Sur en.wikisource.org